# Arab Times
Arab Times é o primeiro jornal em língua inglesa publicado no Kuwait após a independência.

## História
O Arab Times começou a ser publicado semanalmente em 1977 por Dar Al-Seyassah, passando em breve a jornal diário, desempenhando um papel notável na região do Kuwait e Golfo Pérsico. A sede do jornal situa-se em Al Shuwaikh. Em 2001, o jornal reportou uma circulação de 48 mil exemplares.
O editor-chefe do diário é Ahmed Al-Jarallah.